# Argentalet
Der Argentalet ist ein Fluss in Frankreich, der im Département Côte-d’Or in der Region Bourgogne-Franche-Comté verläuft. Er entspringt im westlichen Gemeindegebiet von Saulieu, aus dem Étang de Jaquelin, nahe beim Weiler Les Plaines, der aber bereits in der benachbarten Gemeinde Champeau-en-Morvan liegt. Der Fluss entwässert durch eine Vielzahl von kleinen Seen generell in nördlicher Richtung durch den Regionalen Naturpark Morvan und mündet nach rund 26 Kilometern im Gemeindegebiet von Montberthault, knapp über der Grenze zur Nachbargemeinde Sincey-lès-Rouvray als linker Nebenfluss in den Serein.

## Orte am Fluss
(Reihenfolge in Fließrichtung)
- Saulieu
- Molphey
- Courcelotte, Gemeinde Dompierre-en-Morvan
- Pothenée, Gemeinde La Roche-en-Brenil
- Clermont, Gemeinde La Roche-en-Brenil
- Vernon, Gemeinde La Roche-en-Brenil